# 少鱗鰧
少鱗鰧（学名：Uranoscopus oligolepis），又稱寡鱗瞻星魚，为輻鰭魚綱鱸形目瞻星魚科的其中一種，俗名石頭格。

## 分布
本魚分布於西太平洋區，包括中國、香港、臺灣、馬來西亞、泰國、印尼、帛琉、新喀里多尼亞海域。

## 深度
水深7至64公尺。

## 特徵
本魚頭大，體延長，前端平扁。背鰭2枚，具呼吸瓣，體上半部褐色，下半部銀白色，第一背鰭硬棘部具一黑色斑塊，體被小型圓鱗，側線上位，背鰭硬棘4枚，背鰭軟條12至14枚；臀鰭軟條13至14枚。體長可達25公分。

## 生態
本魚棲息於沙泥底海域，屬小型底棲性肉食魚類，常將身體埋於沙中，僅露出眼睛，以口腔的皮瓣引誘和補食其他小魚及底棲性生物。

## 經濟利用
可食用，味劣，多作下雜魚處理。具有毒棘，易傷人。